# Norton (software)

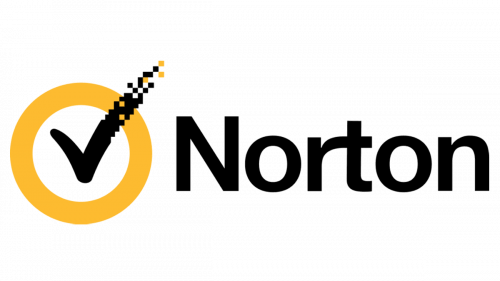
Norton

Norton è un marchio che utilizza l'azienda statunitense Symantec per alcuni dei suoi software.
Uno dei software più noti del brand Norton è il software Norton AntiVirus che è un programma antivirus prodotto dalla Symantec e progettato per individuare ed eliminare virus, trojan, worm e recentemente anche spyware e adware. Il programma include una funzione di aggiornamento automatico che ogni 5/15 minuti provvede a recuperare le ultime versioni del database dei virus e aggiornamenti del programma.

## Utilizzi del marchio Norton
Il marchio Norton, in origine, veniva utilizzato per i software prodotti dalla Peter Norton Computing, azienda fondata nel 1982 dal programmatore Peter Norton.
Nel 1990 la Peter Norton Computing è stata acquisita dall'azienda Symantec. Da allora la Symantec ha utilizzato il marchio Norton per molti software di sua produzione, tra cui Norton AntiVirus e anche per software acquisiti, come PartitionMagic.

## I software Norton

### Software in produzione
- Norton 360
- Norton AntiVirus
- Norton Ghost
- Norton Internet Security
- Norton Online Backup
- Norton Utilities[2]
- Norton Safe Web
- Norton Anti-Theft
- Norton Online Backup
- Norton Smartphone Security

### Software dismessi
- Norton AntiBot
- Norton Backup[2]
- Norton Commander[2]
- Norton CleanSweep
- Norton GoBack
- Norton PartitionMagic
- Norton Personal Firewall
- Norton System Works

## Plug-in

### LiveUpdate
Molti prodotti Norton sono distribuiti con il programma LiveUpdate. LiveUpdate scarica ed installa aggiornamenti di sicurezza (come il database dei virus) e le patch per i software.
LiveUpdate non consente l'aggiornamento di un prodotto Norton da una versione ad una più recente (ad es. da Norton AntiVirus 2008 a Norton AntiVirus 2009).

### Norton Removal Tool
Norton Removal Tool consente la disinstallazione dei prodotti Norton nel caso in cui la classica procedura di disinstallazione fallisse.

### Norton Insight
Questo servizio provvede a visualizzare la reputazione di un file che si sta per scaricare.
Le reputazioni sono:
- Sicuro
- Non sicuro
- Sconosciuto

## Servizi Norton

### Norton Safe Web
Norton Safe Web è un programma distribuito assieme a Norton Internet Security e Norton 360 che ricerca siti malevoli nei risultati dei motori di ricerca.
È disponibile in una versione gratuita ridotta chiamata Norton Safe Web Lite.

### Norton DNS
È un servizio gratuito che offre un DNS con funzionalità di sicurezza.

### OnlineFamily.Norton
OnlineFamily.Norton è un parental control basato sul cloud computing.